# Sportverein Grödig 2014-2015

## Stagione
Il Grödig termina il campionato di Erste Liga al 8º posto, ottenendo la salvezza con largo anticipo.

## Rosa
| N. |                     | Ruolo | Calciatore        |
| -- | ------------------- | ----- | ----------------- |
| 1  | Austria (bandiera)  | P     | Cican Stanković   |
| 2  | Austria (bandiera)  | D     | Fabio Strauss     |
| 3  | Austria (bandiera)  | D     | Maximilian Karner |
| 5  | Germania (bandiera) | C     | Timo Brauer       |
| 6  | Austria (bandiera)  | C     | Robert Völkl      |
| 7  | Germania (bandiera) | C     | Simon Handle      |
| 8  | Austria (bandiera)  | A     | Roman Wallner     |
| 9  | Spagna (bandiera)   | A     | Tomi Correa       |
| 10 | Austria (bandiera)  | C     | Sandro Djurić     |
| 11 | Austria (bandiera)  | C     | Daniel Schütz     |
| 12 | Austria (bandiera)  | D     | Robert Strobl     |
| 13 | Spagna (bandiera)   | D     | Ione Cabrera      |
| 14 | Austria (bandiera)  | D     | Florian Hart      |

| N. |                    | Ruolo | Calciatore            |
| -- | ------------------ | ----- | --------------------- |
| 18 | Austria (bandiera) | C     | Philipp Huspek        |
| 19 | Austria (bandiera) | C     | Marvin Potzmann       |
| 20 | Austria (bandiera) | C     | Roman Kerschbaum      |
| 21 | Austria (bandiera) | A     | Bernd Gschweidl       |
| 22 | Austria (bandiera) | C     | Stefan Nutz           |
| 23 | Brasile (bandiera) | C     | Venuto                |
| 24 | Austria (bandiera) | P     | Adnan Adilovic        |
| 25 | Austria (bandiera) | P     | Pirmin Strasser       |
| 27 | Austria (bandiera) | C     | Thomas Goiginger      |
| 29 | Austria (bandiera) | D     | Lukas Schubert        |
| 31 | Austria (bandiera) | D     | Matthias Maak         |
| 32 | Austria (bandiera) | D     | Christoph Martschinko |
| 37 | Nigeria (bandiera) | A     | Sunday Emmanuel       |

### Staff tecnico
Aggiornato al 31 luglio 2014.
- Christian Haas - Direttore sportivo
- Michael Baur - Allenatore
- Markus Scharrer - Vice-allenatore
- Oliver Scheucher  - Preparatore dei portieri
- Nedzad Selimovic  - Allenatore giovanili
- Andreas Britz - Fisioterapista
- Lukas Fabi - Team manager